# Proasellus montenigrinus
Proasellus montenigrinus är en kräftdjursart som först beskrevs av Stanko Karaman 1934.  Proasellus montenigrinus ingår i släktet Proasellus och familjen sötvattensgråsuggor. Utöver nominatformen finns också underarten P. m. macedonicus.